# Santiago Phelan
Pour les articles homonymes, voir Phelan.
Pas d'image ? Cliquez ici

a Compétitions nationales et continentales officielles uniquement.

b Matchs officiels uniquement.
Santiago Phelan, né le 31 mars 1974 à San Isidro (Argentine), est ancien un joueur de rugby à XV international argentin et ancien sélectionneur de l'équipe d'Argentine. Il évoluait troisième ligne aile. 
Il devient sélectionneur de l'équipe d'Argentine le 13 mars 2008. Il démissionne de ce poste en octobre 2013.

## Carrière de joueur

### En club
- Club Atlético San Isidro  Argentine

### En équipe nationale
Il a honoré sa première cape internationale avec l'Argentine le 27 septembre 1997 à Montevideo pour une victoire 56-17 contre l'Uruguay. Il a joué son dernier match international le 22 octobre 2003 à Sydney pour une victoire 50-3 contre la Roumanie.

## Palmarès de joueur
- 45 sélections de 1997 à 2003, 2 fois capitaine
- Coupes du monde de rugby disputées : 1999, 2003

## Carrière d'entraîneur

### En club
- Club Atlético San Isidro  Argentine

### En équipe nationale
| Année | Sélection | Tournoi                | Poste         | Classement IRB à la fin de l'année | Tournoi | Coupe du Monde             |
| ----- | --------- | ---------------------- | ------------- | ---------------------------------- | ------- | -------------------------- |
| 2008  | Argentine | Aucun tournoi          | Sélectionneur | 4e                                 | -       | -                          |
| 2009  | Argentine | Aucun tournoi          | Sélectionneur | 7e                                 | -       | -                          |
| 2010  | Argentine | Aucun tournoi          | Sélectionneur | 8e                                 | -       | -                          |
| 2011  | Argentine | Aucun tournoi          | Sélectionneur | 7e                                 | -       | Éliminé en quart-de-finale |
| 2012  | Argentine | The Rugby Championship | Sélectionneur | 8e                                 | 4e      | -                          |
| 2013  | Argentine | The Rugby Championship | Sélectionneur | 10e (à son départ)                 | 4e      | -                          |